# Darrell Hammond
Darrell C. Hammond (Melbourne, 8 ottobre 1955) è un imitatore, comico, cabarettista e attore statunitense.
È stato un membro regolare del cast della serie di sketch comici di NBC Saturday Night Live dal 1995 al 2009, ed è diventato l'annunciatore del programma dal 2014.
Alla sua uscita dal cast nel 2009, a 53 anni, Hammond era il membro più anziano nella storia dello show. Ha infatti realizzato più apparizioni in SNL di qualunque altro membro, ad eccezione di Kenan Thompson, e ha impersonato oltre 107 celebrità, con Bill Clinton come imitazione più frequente. Il 19 settembre 2014, è stato annunciato come il nuovo annunciatore di SNL, in sostituzione di Don Pardo, deceduto il mese precedente.

## Biografia
Hammond è nato a Melbourne, in Florida, figlio di Margaret e Max Hammond. È stato gravemente maltrattato da sua madre, il che ha contribuito alle sue continue battaglie con la depressione e l'abuso di sostanze. Il padre di Hammond, alle prese con i propri problemi psicologici derivanti dal servizio militare durante la Seconda Guerra Mondiale, beveva spesso in modo eccessivo e si comportava in maniera violenta. Da bambino, Hammond scoprì che fare imitazioni era l'unica cosa che piaceva a sua madre.
Ha giocato a baseball sia al liceo che al Brevard Community College. Al liceo, era compagno di squadra del futuro allenatore dei San Diego Padres, dei San Francisco Giants e dei Texas Rangers, Bruce Bochy. Successivamente, frequentò la University of Florida, dove si laureò nel 1978 in pubblicità con un GPA di 2,1. Ringrazia il professore di teatro dell'UF, David Shelton, per averlo incoraggiato nelle sue attività artistiche. Dopo gli studi, Hammond si trasferì a New York City, dove lavorò come cameriere, studiò all'HB Studio, recitò in produzioni teatrali e si esibì in un comedy club all'età di 26 anni. Successivamente, tornò in Florida, dove lavorò come DJ radiofonico presso BJ 105 FM, tanto da dire a Howard Stern nel 2002: "All'inizio ho provato a fare l'atleta, cosa in cui sono stato davvero pessimo", per poi intraprendere la carriera di voiceover nell'area di Orlando.

## Carriera

### Saturday Night Live
A 32 anni, Hammond si trasferì nuovamente a New York per tentare un ultimo ingresso nel mondo dello stand-up comedy. Dopo sette anni e due audizioni non andate a buon fine a Saturday Night Live, nel 1995 fu notato da un produttore di SNL mentre eseguiva un'imitazione di Bill Clinton – poco dopo l'uscita dal programma di Phil Hartman, che lo aveva interpretato in precedenza. Successivamente, dopo un'audizione esclusiva per il creatore e produttore esecutivo Lorne Michaels, Hammond venne inserito nel cast e vi rimase per 14 stagioni. Fino al 2017, quando Kenan Thompson lo superò, deteneva il record come membro del cast con la maggiore longevità nella storia di SNL.
È noto nello show non solo per le sue imitazioni di Bill Clinton, ma anche di Al Gore, Donald Trump, John McCain, Regis Philbin, Dick Cheney, Chris Matthews, Phil Donahue, Phil McGraw, Ted Koppel, John Travolta, Jesse Jackson, Geraldo Rivera, Dan Rather e Sean Connery, nei ricorrenti sketch di "Celebrity Jeopardy!". Nessuno in Saturday Night Live ha mai fatto un'imitazione più frequente di quella di Hammond su Clinton, interpretandolo in 87 sketch durante i suoi 14 anni nel cast e in numerosi cameo aggiuntivi. Hammond ha anche imitato l'annunciatore di SNL Don Pardo, sostituendolo in alcune occasioni quando quest'ultimo non era disponibile.
Inizialmente Hammond aveva pianificato di lasciare Saturday Night Live alla fine della stagione 31, dopo 11 anni, ma molte persone a SNL, incluso il suo allora manager Bernie Brillstein, lo invitarono a rimanere. Descrive le sue ultime tre stagioni come un periodo difficile, poiché tutti gli sceneggiatori capaci di scrivere per lui erano andati via all'inizio della sua dodicesima stagione.
Dopo il completamento del 34° anno di SNL, Hammond si è ritirato dallo show dopo un record di 14 anni come attore di repertorio. È stato l'ultimo membro del cast degli anni '90 a lasciare lo show. Successivamente, ha fatto numerosi cameo. Uno dei segnali che gli fece capire che era il momento di andarsene fu il fatto che non gli vennero affidati ruoli di personaggi dell'amministrazione Obama.

### Altri lavori
Negli anni '80, Hammond ottenne fama grazie alle sue imitazioni di Taddeo e altri personaggi dei Looney Tunes nel singolo comico Wappin'. La canzone divenne così popolare tra gli ascoltatori di Dr. Demento da essere inclusa nella compilation per il 20º anniversario dello show.
Hammond è un ospite frequente del The Howard Stern Show. Ha anche recitato come guest star in episodi di Law & Order: Special Victims Unit e Law & Order: Criminal Intent. Ha avuto uno speciale di stand-up comedy su Comedy Central intitolato Comedy Central Presents Darrell Hammond. Hammond si esibisce spesso al The Comedy Cellar di New York City.
Nel 1999 partecipa al doppiaggio del film d'animazione Il re ed io.

## Vita privata
Hammond si è sposato con sua moglie Elizabeth il 9 maggio 1990. La coppia divorziò all'inizio degli anni '90 e poi si risposò nel 1997. Insieme hanno una figlia. Durante un'apparizione nel 2012 al programma radiofonico Imus in the Morning, Hammond rivelò che la coppia era in procinto di divorziare, e nello stesso anno il divorzio divenne definitivo.
Hammond ha ammesso di aver lottato contro l'alcolismo e la dipendenza da cocaina. La morte di un caro amico nel 1991 lo portò a una ricaduta nell'uso di droghe e alcol. Hammond indossa regolarmente abiti completamente neri quando non si esibisce, in omaggio a un altro amico che si suicidò nel 1992. Dopo un'ulteriore ricaduta nel 2009, Hammond si è sottoposto a un percorso di riabilitazione.
Ha una figlia, Mia, nata nel 1998. 

## Incidente
Alla fine degli anni '80, Hammond dichiarò di aver lavorato brevemente come comico stand-up a bordo delle navi della Premier Cruise Line. Una sera, mentre la nave era attraccata alle Bahamas, Hammond afferma di aver visitato un ristorante, dove consumò l'equivalente di 16 shot di rum. Sosteneva che un uomo gli avesse ripetutamente chiesto nel corso della serata di prendere una banconota da un dollaro, sulla quale erano presenti tracce di cocaina. Quando lasciò il bar per andare in bagno, l'uomo lo seguì in una cabina e gli disse: "Penso che dovresti portartela con te." Credendo di essere sul punto di essere derubato, lui cedette, e l'uomo infilò la banconota nella tasca di Hammond. La polizia locale, che era in attesa fuori dal bagno, lo arrestò rapidamente. Secondo Hammond, la Drug Enforcement Administration degli Stati Uniti gli avrebbe successivamente comunicato che l'episodio era stato una trappola, e che le autorità locali incastravano regolarmente turisti americani; egli trascorse un weekend in carcere. Hammond fu rilasciato dopo che suo padre si recò alle Bahamas e pagò 3.000 dollari per la sua scarcerazione.
Hammond menzionò pubblicamente per la prima volta il suo incarceramento alle Bahamas in veste di ospite in un episodio del 1998 del programma radiofonico Loveline; lo fece nuovamente quando ritornò a Loveline nel 2000 e nel 2004, oltre che durante un'apparizione al programma Opie & Anthony nel 2012.

## Filmografia parziale

### Cinema
- Celtic Pride - Rapimento per sport (Celtic Pride), regia di Tom DeCerchio (1996)
- Blues Brothers - Il mito continua (Blues Brothers 2000), regia di John Landis (1998)
- Agente Cody Banks (Agent Cody Banks), regia di Harald Zwart (2003)
- Scary Movie 3 - Una risata vi seppellirà (Scary Movie 3), regia di David Zucker (2003)
- Una pazza giornata a New York (New York Minute), regia di Dennie Gordon (2004)
- Kiss Me Again, regia di William Tyler Smith (2006)
- Puff, Puff, Pass, regia di Mekhi Phifer (2006)
- Ira & Abby, regia di Robert Cary (2006)
- Netherbeast Incorporated, regia di Dean Ronalds (2007)
- Patto con il diavolo (Shortcut to Happiness), regia di Alec Baldwin (2007)
- Epic Movie, regia di Jason Friedberg, Aaron Seltzer (2007)
- Wieners - Un viaggio da sballo (Wieners), regia di Mark Steilen (2008)
- Nature Calls, regia di Todd Rohal (2012)
- Scary Movie V, regia di Malcolm D. Lee (2013)
- Cora Bora, regia di Hannah Pearl Utt (2023)
- Unfrosted - Storia di uno snack americano (Unfrosted), regia di Jerry Seinfeld (2024)

### Televisione
- Law & Order - Unità vittime speciali (Law & Order: Special Victims Unit) - serie TV, episodio 2x16 (2001)
- Damages – serie TV, 7 episodi (2009)

## Doppiatori italiani
Nelle versioni in italiano delle opere in cui ha recitato, Darrell Hammond è stato doppiato da:
- Danilo De Girolamo in Una pazza giornata a New York, Damages
- Sergio Di Giulio in Agente Cody Banks
- Carlo Reali in Scary Movie 3 - Una risata vi seppellirà
- Claudio Moneta in Law & Order: Criminal Intent
- Riccardo Rossi in Epic Movie
- Massimo Lodolo in Wieners - Un viaggio da sballo
- Oliviero Dinelli in Scary Movie V
- Marco Mete in Criminal Minds